# Guarnieri di Hainaut
Guarnieri di Valenciennes o di Hainaut (... – 973) è stato un nobile fiammingo fu Conte di Hainaut (ridotto alla contea di Valenciennes), per pochi mesi, nel 973.

## Origine
Degli ascendenti di Guarnieri non si hanno notizie; si conosce solo il fatto che aveva la fiducia sia dell'arcivescovo di Colonia, che era anche Duca di Lotaringia, Brunone, sia del fratello di Brunone, il re di Germania e imperatore, Ottone I di Sassonia e che, secondo le Gesta Episcoporum Cameracensium, era fratello del Rinaldo, conte di Mons e conte di Hainaut 

## Biografia
Guarnieri (comite Warnero fideli nostro) viene citato una prima volta, come conte di Zülpich (in comitatu Tulpiaco) nel Veterum scriptorum et monumentorum historicorum, dogmaticorum, Volume 2, nel Diploma Brunoni, del 953 (regnante rege Ottone fratre nostro, anno xviii).
Poi, Guarnieri viene citato col titolo di conte di Hesbaye (in pago Haspengewe in comitatu Werenherii) nel documento nº 316 datato 17 gennaio 966 degli Ottonis I diplomata.
Nel 968, lo troviamo citato, sempre col titolo di conte in un documento del vescovo di Toul, Gerardo.
Ancora secondo le Gesta Episcoporum Cameracensium, nel 973, Guarnieri assieme al fratello, Rinaldo, succedettero come conti di Hainaut rispettivamente ad Amalrico, che governava la contea di Valenciennes e a Riccardo, che governava la contea di Mons.
In quello stesso anno però, secondo la Sigeberti Chronica Guarnieri assieme al fratello, Rinaldo, furono uccisi da Reginardo e Lamberto, i figli di un precedente conte di Hainaut, Reginardo III; Reginardo e Lamberto erano rientrati in Lotaringia dalla Boemia, dove si trovavano in esilio, assieme al loro padre (Reginardo III, nel corso del 957, si era ribellato a Brunone, che, grazie alla sua capacità di governo, era riuscito a ristabilire la pace e secondo le Gesta Episcoporum Cameracensium, nel 958, Brunone aveva esiliato Reginardo III in Boemia, e la contea di Hainaut era stata data a Goffredo; e, dopo la morte di Goffredo I, il titolo di Conte di Hainaut fu concesso da Brunone a Riccardo, come ci confermano le Gesta Episcoporum Cameracensium; Riccardo era anche conte di Mons, mentre l'Imperatore Ottone I di Sassonia aveva concesso la regione del Valenciennes ed il titolo di Conte di Hainaut ad Amalrico, conte di Valenciennes).
Ancora la Sigeberti Chronica ci informa che Guarnieri assieme al fratello, Rinaldo, furono uccisi dai fratelli, Reginardo e Lamberto, in un combattimento avvenuto nei pressi di Péronne.
Anche la Thietmari Chronicon VII riporta che la morte di Guarnieri assieme al fratello, Rinaldo, fu opera di Lamberto e del fratello, Reginardo.

## Matrimonio e discendenza
Di Gurnieri non si conosce nessuna moglie, né si hanno notizie di eventuali discendenti.

### Letteratura storiografica
- Austin Lane Poole, Germania: Enrico I e Ottone il Grande, in «Storia del mondo medievale», vol. IV, 1999, pp. 84–111